# Манао, Джастин
Джастин Манао (англ. Justin Mana'o; род. 25 марта 1993, Керкленд, Вашингтон) — американский футболист, полузащитник. На международном уровне представляет сборную Американского Самоа.

## Биография
Родился в городе Керкленд, штат Вашингтон, в семье Виктора и Шерил Манао. С 2011 по 2014 год обучался в Тихоокеанском лютеранском университете по специальности бизнес-маркетинг. Будучи студентом, выступал за университетскую футбольную команду «PLU Lutes», сыграл 52 матча и забил 3 гола.
Информация о выступлении за профессиональные клубы отсутствует. Несмотря на это, Манао на протяжении долгого времени остаётся игроком национальной сборной Американского Самоа. Дебютировал за сборную в ноябре 2011 года в матчах первого отборочного раунда чемпионата мира 2014 (турнир был совмещён с отбором на Кубок наций ОФК 2012). Сыграл во всех трёх матчах против сборных Тонги (2:1), Островов Кука (1:1) и Самоа (0:1), отметился голевой передачей в дебютном матче с Тонгой, вместе со сборной занял третье место в группе.
Следующий вызов в сборную получил в 2015 году, сыграл в товарищеском матче со сборной Фиджи (0:6) и трёх матчах первого отборочного раунда чемпионата мира 2018 (совмещён с отбором на Кубок наций ОФК 2016), в матчах против Тонги (2:1) и Островов Кука (2:0) отметился забитыми голами. По итогам квалификации сборная набрала 6 очков, но уступила сборной Самоа по дополнительным показателям и не прошла в следующий раунд.
Вновь был вызван в сборную в сентябре 2024 года, сыграл в матче первого отборочного раунда чемпионата мира 2026 против Самоа (0:2) и товарищеской игре с Островами Кука (2:1). Вместе с Джастином участие в матчах принимал его младший брат Захари (р. 1999).